# 마사무네의 리벤지
마사무네의 리벤지(일본어: 政宗くんのリベンジ 마사무네쿤노 리벤지[*])는 원작인 타케오카 하즈키와 작화를 맡은 Tiv에 의한 일본의 만화 작품이다.
2016년 6월에 TV 애니메이션화가 발표되었다. 2017년 1월부터 3월까지 방영되었다.
2022년 4월 2일에 TV 애니메이션 제2기 마사무네의 리벤지 R(일본어: 政宗くんのリベンジR 마사무네쿤노 리벤지 아르[*])의 제작이 결정되었으며, 2023년 7월 3일부터 9월 18일까지 도쿄 MX 등에서 방영했다.

## 개요
8년 전 학대 받는 아이였던 마카베 마사무네는 자신에게
"족발"이라는 별명을 붙이고 거절한 아다가키 아키에게
복수할 수 있도록 굉장히 마르고,
미남으로 변신해 고향으로 돌아온다.
성을 바꾸고 완전히 딴사람이 된 마사무네는 아다가키 아키를
반하게 한 뒤,  "최고의 형태로 버린다"라는
"데드 오어 러브 작전"을 결행한다.

## 주제가

### 오프닝 [1기]
파트 1 (ワガママMIRROR HEART)
작사 - 마사키 에리카 / 작곡 - 카토 유스케 / 편곡 - 사카이 타쿠야
노래 - 오오하시 아야카

### 엔딩 [1기]
파트 1 (Elemental World)
작사 / 작곡 / 편곡 - AstroNoteS
노래 - ChouCho

### 오프닝 [2기]
파트 2 (Please, please!)
작사 - Kanata Okajima / 작곡 - Kanata Okajima pw.a / 편곡 - pw.a
노래 - 오오하시 아야카

### 엔딩 [2기]
파트 2 (Twilight little star)
작사 / 작곡 / 편곡
노래 - ChouCho

## 등장인물
마사무네의 리벤지(일본어: 真壁 政宗)
성우 - 하나에 나츠키

슈리 코주로(일본어: 朱里 小十郎)
성우 - 하야미 사오리

아다가키 아키(일본어: 安達垣 愛姫)
성우 - 오오하시 아야카

코이와이 요시노(일본어: 小岩井 吉乃)
성우 - 미나세 이노리

후타바 타에(일본어: 双葉 妙)
성우 - 타도코로 아즈사

후지노미야 네코(일본어: 藤ノ宮 寧子)
성우 - 미모리 스즈코

## 방영 목록

### 1기
| 화수             | 제목                                                | 방송일          |
| ---------------- | --------------------------------------------------- | --------------- |
| 제01화           | 豚足と呼ばれた男 돼지족발이라 불린 사나이           | 2017년 1월 5일  |
| 제02화           | シンデレラは笑わない 신데렐라는 웃지 않는다         | 2017년 1월 12일 |
| 제03화           | 吉乃のマジックショー 요시노의 매직쇼                | 2017년 1월 19일 |
| 제04화           | 今そこにある危機 지금 그곳에 있는 위기              | 2017년 1월 26일 |
| 제05화           | ミステリアス・キャット 미스터리어스 캣              | 2017년 2월 2일  |
| 제06화           | 突撃！お宅訪問戦 돌격! 자택 방문전                  | 2017년 2월 9일  |
| 제07화           | 綱手島事件 츠나데 섬 사건                           | 2017년 2월 16일 |
| 제08화           | 君じゃないんだ 네가 아니야                          | 2017년 2월 23일 |
| 제09화           | 愛とも恋ともいうけれど 사랑이나 애정이라고도 하지만 | 2017년 3월 2일  |
| 제10화           | 疑惑の新学期 의혹의 새 학기                         | 2017년 3월 9일  |
| 제11화           | 八坂祭の白雪姫 아키야사카 문화제의 백설공주         | 2017년 3월 16일 |
| 제12화[마지막회] | 死んでもマイクを手放すな 죽어도 마이크를 놓지 마라  | 2017년 3월 23일 |

### 2기
| 화수             | 제목                                                                     | 방송일          |
| ---------------- | ------------------------------------------------------------------------ | --------------- |
| 제01화           | 巴里とオがつくマドモアゼル 파리와 '오'가 붙는 마드모아젤                 | 2023년 7월 3일  |
| 제02화           | プリンセスの告白 프린세스의 고백                                         | 2023년 7월 10일 |
| 제03화           | 忘れたころにやってくる 잊었을 때쯤 찾아온다                              | 2023년 7월 17일 |
| 제04화           | あんたなんか好きにならないわよ、豚足 너 같은 건 좋아할 수 없어, 돼지족발 | 2023년 7월 24일 |
| 제05화           | 彼と、彼女になりまして 남친과, 여친이 되어                               | 2023년 7월 31일 |
| 제06화           | 二度目のデート 두 번째 데이트                                            | 2023년 8월 7일  |
| 제07화           | 言うても詮無き告白ですが 해봤자 소용없는 고백이지만                      | 2023년 8월 14일 |
| 제08화           | 気づいちゃいけないこともある 깨달아선 안 되는 것도 있다                  | 2023년 8월 21일 |
| 제09화           | 聖バレンタインが見ている 성 밸런타인이 보고 계신다                       | 2023년 8월 28일 |
| 제10화           | ホワイトアウト 화이트아웃                                                | 2023년 9월 4일  |
| 제11화           | 自分の気持ちに向き合って 자신의 마음을 마주해라                          | 2023년 9월 11일 |
| 제12화[마지막회] | Dead or love?                                                            | 2023년 9월 18일 |

## 생일들
마카베 마사무네 1월 7일
아다가키 아키 12월 24일
코이와이 요시노 11월 22일
후타바 타에 5월 10일
후지노미야 네코 6월 16일
슈리 코주로 3월 3일